# Funny Girl
 Funny Girl  és una pel·lícula musical estatunidenca de William Wyler estrenada el 1968, basada en la comèdia musical del mateix nom d'Isobel Lennart, Bob Merrill i Jule Styne creada al Winter Garden Theatre de Broadway el 1964. Ha estat doblada al català.

## Argument
Biografia novel·lada de l'actriu americana Fanny Brice.

## Repartiment
- Barbra Streisand: Fanny Brice
- Omar Sharif: Nick Arnstein
- Kay Medford: Rose Brice
- Anne Francis: Georgia James
- Walter Pidgeon: Florenz Ziegfeld
- Lee Allen: Eddie Ryan
- Mae Questel: Sra. Strakosh
- Gerald Mohr: Tom Branca
- Frank Faylen: Keeney
- Mittie Lawrence: Emma
- Gertrude Flynn: Sra. O'Malley
- Penny Santon: Sra. Meeker
- John Harmon: Manager
- Frank Sully (No surt als crèdits): Barman

## Al voltant de la pel·lícula
- La intriga és directament inspirada de la biografia de Fanny Brice[3] Estrella còmica de cinema i de Broadway, així com la seva relació agitada amb l'empresari i jugador Nicky Arnstein.
- L'adaptació per a la pantalla reuneix Barbra Streisand[4] i Omar Sharif. Kay Medford reprèn el seu paper de la comèdia musical i Walter Pidgeon interpreta Florenz Ziegfeld. Anne Francis interpreta la show-corista Georgia James, encara que la majoria de la seva actuació hagi estat deixada de costat al muntatge. El paper interpretat per Jean Stapleton en escena va tornar a Mae Questel. Els seguidors de la versió original de Broadway van quedar consternats per descobrir que la majoria de les seves cançons havien estat eliminades.
- El 1975, una continuació va sortir a sales sota el títol de Funny Lady amb James Caan en el paper del segon marit de Brice, l'empresari Billy Rose, que va ser un èxit comercial.
- Una altra pel·lícula americana, basada en la vida de Fanny Brice, va sortir el 1939 sota el títol de Rose of Washington Square, amb els actors Alice Faye, Tyrone Power i Al Jolson. Pren tantes llibertats amb la realitat com les pel·lícules següents.
- El 2006, la pel·lícula va aconseguir el 16è lloc a la llista de les millors comèdies musicals, segons l'American Film Institute.

## Premis i nominacions

### Premis
- Oscar a la millor actriu per Barbra Streisand, compartida amb Katharine Hepburn per El león a l'hivern (1968).
- Globus d'Or a la millor actriu musical o còmica per Barbra Streisand
- David di Donatello a la millor actriu estrangera per Barbra Streisand

### Nominacions
- Oscar a la millor pel·lícula per Ray Stark
- Oscar a la millor actriu secundària per Kay Medford
- Oscar a la millor fotografia per Harry Stradling Sr.
- Oscar al millor so per Robert Swink, Maury Winetrobe, William Sands
- Oscar a la millor cançó original per Jule Styne (música) i Bob Merrill (lletra) per la cançó "Funny Girl".
- Oscar a la millor banda sonora per Walter Scharf
- Globus d'Or a la millor pel·lícula musical o còmica
- Globus d'Or al millor director per William Wyler
- Globus d'Or a la millor cançó original per Jule Styne (música) i Bob Merrill (lletra) per la cançó "Funny Girl".
- BAFTA a la millor actriu per Barbra Streisand
- BAFTA a la millor fotografia per Harry Stradling Sr.
- BAFTA al millor vestuari per Irene Sharaff